# Liste der Monuments historiques in Cheminon
Die Liste der Monuments historiques in Cheminon führt die Monuments historiques in der französischen Gemeinde Cheminon auf.

## Liste der Immobilien
| Bezeichnung       | Beschreibung            | Standort         | Kennzeichnung | Schutzstatus | Datum | Bild           |
| ----------------- | ----------------------- | ---------------- | ------------- | ------------ | ----- | -------------- |
| Kirche St-Nicolas | aus dem 16. Jahrhundert | Rue Basse (Lage) | PA00078666    | Classé       | 1862  | weitere Bilder |

## Liste der Objekte
| Bezeichnung                  | Beschreibung                                                                                        | Standort                        | Kennzeichnung | Schutzstatus | Datum | Bild |
| ---------------------------- | --------------------------------------------------------------------------------------------------- | ------------------------------- | ------------- | ------------ | ----- | ---- |
| Taufbecken                   | Stein, Kupferdeckel, 16. Jahrhundert                                                                | in der Kirche St-Nicolas (Lage) | PM51002260    | Inscrit      | 1975  |      |
| Marienaltar                  | linker Seitenaltar; Altartisch und Retabel; Holz, farbig gefasst, 18. Jahrhundert                   | in der Kirche St-Nicolas (Lage) | PM51003077    | Inscrit      | 1980  |      |
| Hauptaltar                   | Altartisch, Tabernakel, Baldachin und zwei Skulpturen; Holz, farbig gefasst, Stein, 18. Jahrhundert | in der Kirche St-Nicolas (Lage) | PM51000284    | Classé       | 1966  |      |
| Skulptur Heiliger Sebastian  | Holz, farbig gefasst, 18. Jahrhundert                                                               | in der Kirche St-Nicolas (Lage) | PM51002262    | Inscrit      | 1975  |      |
| Kommuniontisch               | Schmiedeeisen, 18. Jahrhundert                                                                      | in der Kirche St-Nicolas (Lage) | PM51001485    | Classé       | 1966  |      |
| Triumphbogen                 | Schmiedeeisen, 19. Jahrhundert                                                                      | in der Kirche St-Nicolas (Lage) | PM51002259    | Inscrit      | 1975  |      |
| Vier Kredenzen               | Holz, Marmor, 18. Jahrhundert                                                                       | in der Kirche St-Nicolas (Lage) | PM51002263    | Inscrit      | 1975  |      |
| Tisch                        | Holz, 18. Jahrhundert; Verbleib unbekannt                                                           | in der Kirche St-Nicolas (Lage) | PM51003080    | Inscrit      | 1980  |      |
| Adlerpult                    | Gusseisen, vergoldet, Marmor, 18. Jahrhundert                                                       | in der Kirche St-Nicolas (Lage) | PM51000283    | Classé       | 1967  |      |
| Kruzifix                     | Holz, farbig gefasst, 17. Jahrhundert                                                               | in der Kirche St-Nicolas (Lage) | PM51002261    | Inscrit      | 1975  |      |
| Kanzel                       | Holz, 18. Jahrhundert                                                                               | in der Kirche St-Nicolas (Lage) | PM51003078    | Inscrit      | 1980  |      |
| Grabstein der Familie Martel | Stein, 18. Jahrhundert                                                                              | in der Kirche St-Nicolas (Lage) | PM51003079    | Inscrit      | 1980  |      |
| Sebastiansaltar              | rechter Seitenaltar; Altartisch und Retabel; Holz, farbig gefasst, 18. Jahrhundert                  | in der Kirche St-Nicolas (Lage) | PM51003081    | Inscrit      | 1980  |      |